# Georges Candilis
George Candilis, (Bakú, Imperio ruso, actual Azerbaiyán, 1913 - París, 1995) fue un arquitecto griego. Estudió en Grecia, donde conoció a Le Corbusier en el Congreso del CIAM de 1933 realizado en Atenas. Entre 1945 y 1950, obtuvo una beca para viajar a París, donde trabajó con él. 

## Biografía
Nació en Azerbaiyán, se trasladó a Grecia y se graduó en la Escuela Politécnica de Atenas. En 1933 conoció a Le Corbusier durante sus estudios, en el CIAM IV, como resultado se le asigna la dirección de ASCORAL en 1943. En 1945, se trasladó a Francia y trabajó para André Lurçat y Le Corbusier en su oficina, y estuvo involucrado en la construcción de la Unité d'Habitation de Marseille. Junto a Shadrach Woods y Henri Piot se dedicó a la búsqueda de soluciones en el problema de la ciencia de rápida urbanización de los países islámicos, que combina la construcción de bajo coste y la utilización de elementos arquitectónicos tradicionales. Desarrollaron construcciones de ventilación cruzada con patios, en Orán, Argelia y Casablanca. En 1951, junto a Shadrach Woods y el ingeniero Henri Piot se convierten en los líderes de ATBAT-África, en Tánger, Marruecos, taller concebido como centro de investigación, donde arquitectos ingenieros y técnicos trabajaban de forma interdisciplinaria, cerró en 1952 debido a la tensión política del momento. 
En 1954 regresó a París y abrió su propia oficina, junto a los ingenieros Pablo Dony y Piot y al arquitecto Alexis Josic y Woods. La oficina estaba destinada a reducir los costes de la construcción de apartamentos de tres habitaciones. La oficina contó con importantes proyectos como la ampliación de Bagnols-sur-Cèze (1956) y el diseño de expansión de la ciudad de Le Mirail (1961) y Toulouse (1970). En 1955 fundó una empresa junto con Woods y Josic. La asociación se disolvió en 1969, a partir de este momento continúa trabajando como arquitecto y urbanista, realizando proyectos en regiones turísticas-centros y en el Oriente Medio que van desde viviendas a escuelas y casas de vacaciones. Se mantuvo en la enseñanza hasta después de los disturbios estudiantiles de mayo de 1968 y fue profesor invitado en varias escuelas de arquitectura de Francia y en el extranjero. En 1977 publica Batir la Vie. Muere en París, el 10 de mayo de 1995.

## Su obra
Su grupo formado junto a Woods y Josic, se convirtió en miembro de la Unión Europea urbanística de la década de 1950, llamados Equipo X o Equipo 10. Realizaban reuniones que se iniciaron en julio de 1953 en el congreso CIAM IX y se dan a conocer con el Manifiesto de Doom, donde se reflejan sus ideas. Los integrantes del Equipo 10 exponían, discutían, a veces efusivamente llegando a enfrentamientos, y analizaban problemas arquitectónicos, de manera que sus escritos no constituyeron dogmas, sino ideas y opiniones. El grupo creía en la reacción de Le Corbusier a todas las formas de academicismo. Hicieron hincapié en la relación de la arquitectura con la ciudad y la planificación, y pusieron gran énfasis en la estructura cultural y social de la comunidad, insistiendo en el derecho de los habitantes para determinar el aspecto de su entorno concibieron la sociedad como una comunidad de personas autónomas de estructura no jerárquica. La única constante es EL CAMBIO. Las ciudades se basan en actividades humanas y no a esquemas de ordenación geométrica. El "hombre de la calle es el constructor de la ciudad". Como miembro del Team Ten representaba y mantenía la comunicación entre ellos el CIAM y Le Corbusier. Después de la disolución del CIAM organizó varias reuniones con el Team 10. La última reunión de este grupo fue de carácter informal en su casa de campo en Bonnieux.
En sus viviendas, estas se consideran servidas, mientras los elementos anexos se consideran elementos servidos.

## Obras y proyectos
- 1956: Reordenamiento urbano de Bagnols-sur-Cézeen Rhonetal.
- 1963: Reconstrucción del centro de Frankfurt.
- Entre sus obras se cuentan las viviendas realizadas junto a Dony, Josic y Woods en Marruecos.
- El proyecto para Le Mirail en Toulouse.
- El reordenamiento urbano de Bagnols-sur-Céze en Rhönetal comenzada en 1956 junto a los arquitectos Bodiansky - Woods y Piot sobre el casco histórico de la ciudad donde se incluyeyon instalaciones culturales y deportivas.
- El ordenamiento de los centros de Frankfurt, Atenas, Sévres y Fort Lamy (Chad).
- El ordenamiento turístico de la costa del Languedoc.
- En 1963 gana el concurso para la construcción en Berlín de la Freie Universitât.
- En 1968 Candilis es nombrado miembro de honor de la A.I.A. en EE. UU.